# El Brull
El Brull – gmina w Hiszpanii, w prowincji Barcelona, w Katalonii, o powierzchni 41,13 km². W 2011 roku gmina liczyła 261 mieszkańców.